# Vale do Cedro
O Vale do Cedro (Hebreu: נחל קדרון‎, Naḥal Qidron; também Vale Qidron; Árabe: وادي الجز‎, Wadi al-Joz) é um vale próximo a Jerusalém, que é caracterizado significativamente na Bíblia. Um efêmero riacho flui através dele com ocasionais inundações nos meses de inverno chuvoso.
O Vale do Cedro corre ao longo da parede oriental de Jerusalém, separando o Monte do Templo do Monte das Oliveiras. Ele então continua ao leste através do deserto, em direção ao Mar Morto.
O Vale é o local de muitos túmulos judaicos, incluindo o Pilar de Absalom, o Túmulo de Bene Hezir, e o Túmulo de Zacarias. Ao mesmo tempo, a água do Vale Hinnom fluiu através do vale, mas é desviada pelo Túnel de Ezequias para abastecer de água a Jerusalém.
O Vale do Cedro na escatologia
A Bíblia refere-se ao vale como: "O vale onde Deus vai julgar." Ele aparece nas profecias escatológicas judias, que incluem o retorno de Elias, a que se seguiu a chegada do Messias, e também a guerra de Gog e Magog e o Julgamento Final. De acordo com as profecias, na guerra de Gog e Magog, as duas grandes coligações de nações gentis vão juntar forças contra o Estado judeu de Israel.
Israel será esmagada e conquistada, e será o último baluarte de Jerusalém, que também será conquistada pelos gentis. Após os gentis finalmente destruírem Israel, Deus começará o Julgamento Final. Deus salvará Israel e na batalha, "com doenças, chuva, fogo e pedras" contra todas as nações de gentis unidas para destruir Israel, encherá a terra de Israel com os seus corpos, e terão os judeus 7 meses para enterrar todos.
As profecias dizem que Ele irá trazer os descendentes de Israel para baixo do Vale do Cedro, e, em seguida, irá julgar todos os gentis por todas as coisas erradas que fizeram contra Israel desde o início dos tempos, e apenas os gentis que ajudaram Israel serão poupados.
Outros significados das escrituras
De acordo com o Antigo Testamento o Rei David fugiu através do vale durante a rebelião de Absalom. De acordo com o Novo Testamento Jesus atravessou o vale muitas vezes viajando entre Jerusalém e Betânia.